# Дикая семейка Торнберри
Дикая семейка Торнберри (англ. The Wild Thornberrys) — анимационный телевизионный сериал, созданный в США, на студии Класки Чупо. 1 сентября 1998 года первая серия была показана на канале Nickelodeon.

## Сюжет
Глава семейства Найджел Торнберри, известный ведущий документальных фильмов о дикой природе «Животный мир глазами Найджела Торнберри», путешествует со своей женой Мэрианн и двумя дочерьми Элайзой и Дэбби по миру на фургоне. Элайза — младшая сестра, за спасение африканского шамана получила способность разговаривать с животными. Её лучший друг — шимпанзе Дарвин. Во время съёмок на острове Борнео семья Торнберри пополняется ещё одним членом — мальчиком Донни. Его родителей убили браконьеры, а воспитанием занималась самка орангутана. Донни разговаривает на своём собственном языке, непонятном для окружающих, при этом понимая речь людей, однако пару раз он произносил слова на человеческом языке.

## Заставка
Каждый эпизод начинается с монолога Элайзы, который сопровождается музыкой. Из него зритель, впервые смотрящий сериал, вкратце может узнать о составе семьи Торнберри, их занятии, и о способности Элайзы общаться со зверями.

## Персонажи

### Главные персонажи

Дикая семейка Торнберри слева направо: отец Найджел, мать Мэрианн, младшая дочь Элайза, Дарвин, Донни и старшая дочь Дебби

- Элизабет «Элайза» Торнберри (озвучена Лейси Шабер) — главная героиня сериала, ей 11 лет, девочка с рыжими волосами, заплетёнными в две косички. Она носит очки и брекеты. У неё есть дар, она может разговаривать с животными. Элайза получила его за помощь шаману. Ни один человек не должен знать об этом, иначе она потеряет его. Лучший друг Дарвина и Элена.
- Дарвин — шимпанзе, лучший друг Элайзы. Немного ленив, труслив, но любит приключения. Избегает своих сородичей, так как боится их насмешек из-за того, что он долгое время прожил среди людей. Когда Элайза получила дар разговаривать с животными, Дарвин становится её первым другом. Носит синие шорты и матросскую майку без рукавов (эта одежда раньше принадлежала Дебби). Дарвина назвали в честь кузины Элайзы, которую зовут Ленни Дарвин.
- Дебора «Дебби» Торнберри — старшая сестра Элайзы, с которой часто ссорится. Блондинка, правда часть её волос часто покрывает её правый глаз. Поклонница Деза Бродина. Любит ходить по магазинам и слушать рок. Хоть она часто и ссорится с сестрой, но ещё чаще спасает её из разных переделок, проявляя героизм. Имеет обширные познания в зоологии, но учится плохо. Неоднократно участвовала в походах Элайзы и Дарвина, но чаще остаётся в лагере и учит Донни английскому.
- Найджел Торнберри — натуралист, ведущий программы о животных. Отец Дебби и Элайзы, приёмный отец Донни. Весёлый рыжий мужчина с длинным носом и усами. Немного рассеян. Любит природу и свою семью.
- Мэрианн Торнберри — оператор и жена Найджела. Хорошая домохозяйка. Мать Элайзы и Дебби, приёмная мать Донни. Хорошо управляется с камерой, умеет спускаться и лазать на верёвке. Очень любит своих детей и мужа.
- Донни (озвучен Фли) — дикий мальчишка, которого Торнберри нашли в Индонезии на острове Борнео. Его биологические родители погибли из-за браконьеров. Торнберри были знакомы с родителями Донни. Долгое время прожил среди орангутанов, а потом его нашли Найджел и Мэрианн. В семье Торнберри он в течение мультсериала немного научился говорить по-английски, часто ходит с Элайзой и Дарвином. Не ладит с Дебби. История жизни с орангутанами и настоящими родителями Донни раскрывается в серии «Происхождение Донни» (в 4 частях), в этой же серии был официально усыновлён Найджелом и Мэрианн.

### Второстепенные персонажи
- Тайлер — кузен Элайзы и Дебби. В течение нескольких серий путешествует вместе с Торнберри. Очень хвастливый и гордится тем, что на полгода старше Элайзы. Но стоит признать, что Тайлер очень умный парень и не раз спасал Элайзу из переделок. Мечтает увидеть настоящих мумий.
- Бабушка Софи — мать Мерианн Торнберри. Считает, что дети не должны путешествовать с родителями. Часто присылает посылки с мылом и сырными чипсами. Иногда приезжает к Торнберри. Хорошо относится к зятю.
- Кип О’Доннол — браконьер, является одним из главных отрицательных персонажей. Вместе со своим туповатым напарником Нилом Питерманом пытается нажиться на ловле животных и уничтожении лесов. Также в одной из серий «дуэт» браконьеров чуть было не ограбил танкер с нефтью. Обычно в конце серии благодаря стараниям Элайзы и Дарвина браконьеры попадают в тюрьму или остаются с носом.
- Нил Питерман — туповатый напарник Кип О’Доннола, браконьер.

## Полнометражные фильмы
Было выпущено 2 полнометражных анимационных фильма
- «Дикая семейка Торнберри[англ.]» (2002) — бюджет $25 миллионов и номинация на Оскар
- «Карапузы встречают Торнберри[англ.]» (2003) — персонажи «Дикой семейки Торнберри», встречают персонажей мультсериала «Ох, уж эти детки!»

## Награды
- 1999, 2000, 2003 — Barbara Wright номинировалась на премию Best Casting for Animated Voiceover
- 1999 Sabrina Wiener номинировалась на премию Young Artist Award
- 2000 — Environmental Media Awards в номинации «анимация для детей» за эпизод «You Otter Know»
- 2000 — Environmental Media Awards в номинации «анимация для детей» за эпизод «Hunting by Numbers»
- 2000 — Lacey Chabert номинировался на Best Young Voice Over Talent премии YoungStar Awards
- 2001 — премия за лучшую анимацию в фильме «Происхождение Донни» фестиваля Burbank International Children's Film
- 2001 — номинация Outstanding Children’s Animated Program премии Daytime Emmy Awards
- 2001 — Genesis Awards в номинации Children's Programming [1]